# 蒂普顿 (艾奥瓦州)
蒂普顿（Tipton）是美国艾奥瓦州锡达县的城市和县城。 2010年美国人口普查中的人口为3221人。

## 历史
蒂普顿在1840年被规划，并被命名为创建人亨利·希金斯的个人朋友约翰·蒂普顿将军。 该城市于1857年1月27日成立。